# Пайерский колледж искусств
Пайерский колледж искусств (англ. Paier College of Art) – художественное учебное заведение, основанное в 1946 году. Ранее располагался в пригороде Хэмдена (штат Коннектикут, США). 

## Образовательные программы
- Изобразительное искусство
- Графический дизайн
- Иллюстрации
- Дизайн интерьера
- Фотография